# Hybomys univittatus
Hybomys univittatus — вид гризунів родини мишевих (Muridae). Він зустрічається в Анголі, Бурунді, Камеруні, Центральноафриканській Республіці, Республіці Конго, Демократичній Республіці Конго, Екваторіальній Гвінеї, Габоні, Нігерії, Руанді, Уганді та Замбії. Його природними середовищами існування є субтропічні або тропічні сухі ліси, субтропічні або тропічні вологі рівнинні ліси та субтропічні або тропічні вологі гірські ліси.

## Морфологічна характеристика
Це дрібний гризун з довжиною голови й тулуба від 92 до 140 мм, довжиною хвоста від 81 до 133 мм, довжиною лапи від 28 до 36 мм, довжиною вух від 15 до 20 мм і вага до 78 грамів. Шерсть довга, м'яка і гладка. Верхня частина тіла змінюється від темно-червонувато-коричневого до темно-коричневого, з жовтувато-коричневими відблисками, особливо на крупі, тоді як нижня частина тіла світло-жовтувато-сіра. Від вух до основи хвоста тягнеться нечітка чорнувата поздовжня смуга. Лінія поділу на боках чітка. Голова і шия кремезні, морда тупа, а вуха маленькі, круглі й безшерсті. Очі відносно великі. Задня частина ніг чорнувата, підошви чорні до блиску. Хвіст коротший за голову й тулуб, чорнуватий зверху і світліший знизу, практично безшерстий.

## Поведінка
Це наземний вид і хороший плавець, активний як вдень, так і вночі. В основному живе поодиноко. Розмножується в норах в дуплах серед відкритих коренів дерев, пнів і зрубаних стовбурів. Гнізда будує з гілок і листя. Одна особина може мати більше трьох нір, хоча існує тенденція завжди використовувати одну більше, ніж інші. Харчується в основному комахами, такими як мурахи та терміти, м’якушем та насінням фруктів, причому відсоток варіюється залежно від сезону та ареалу.